# 楽園ノイズ
『楽園ノイズ』（らくえんノイズ）は、杉井光による日本のライトノベル作品。イラストは春夏冬ゆうが担当する。電撃文庫（KADOKAWA）より2020年5月9日から刊行されている。2020年5月1日に『カクヨム』にて掲載された。
メディアミックスとして、『月刊コミックアライブ』（KADOKAWA）にて篠アキサトによる本作のコミカライズが2022年5月号から2024年2月号まで連載された。

## あらすじ
村瀬真琴は出来心から女装して演奏した動画を投稿する。すると「謎の女子高生」として一躍有名となってしまい、さらにそれを音楽教師である華園美沙緒に知られてしまう。真琴は口止めとして彼女の授業の手伝いをすることになるが、そこで過去に天才ピアニストとしてコンクールで名を馳せた冴島凛子と出会う。それから音楽をきっかけに百合坂詩月、宮藤朱音、志賀崎伽耶と出会い、彼らは音楽活動をしていくこととなる。

## 登場人物
声の項はスペシャルPVの担当声優。
村瀬真琴（むらせ まこと）
声 - 花守ゆみり
本作の主人公。
冴島凛子（さえじま りんこ）
天才ピアニスト。
百合坂詩月（ゆりさか しづき）
華道のお嬢様かつ凄腕のドラマー。
宮藤朱音（くどう あかね）
不登校のボーカリスト。
ベースをはじめとして様々な楽器を演奏することもできる。
志賀崎伽耶（しがさき かや）
ベーシスト。
華園美沙緒（はなぞの みさお）
音楽教師。

## 評価
原作小説第1巻が「ラノベニュースオンラインアワード2020年5月刊」の投票アンケートで「新作部門」に選出された。
『このライトノベルがすごい！2021』では総合新作部門で4位、文庫部門で6位をそれぞれ獲得した。また、同誌には「杉井光が描く音楽ものとして、往年のライトノベル読者の心に響いたことは間違いない」とコメントされている。

## 既刊一覧

### 小説
- 杉井光（著）・春夏冬ゆう（イラスト） 『楽園ノイズ』 KADOKAWA〈電撃文庫〉、既刊7巻（2025年6月10日現在）
  1. 2020年5月9日発売[11]、ISBN 978-4-04-913157-4
  2. 2021年5月8日発売[12]、ISBN 978-4-04-913681-4
  3. 2021年9月10日発売[13]、ISBN 978-4-04-913682-1
  4. 2022年3月10日発売[14]、ISBN 978-4-04-914217-4
  5. 2022年8月10日発売[15]、ISBN 978-4-04-914395-9
  6. 2023年5月10日発売[16]、ISBN 978-4-04-914940-1
  7. 2025年6月10日発売[17]、ISBN 978-4-04-915651-5

### 漫画
- 杉井光（原作）・春夏冬ゆう（キャラクター原案）・篠アキサト（作画） 『楽園ノイズ』 KADOKAWA〈MFコミックス アライブシリーズ〉、全3巻
  1. 2022年9月22日発売[18]、ISBN 978-4-04-681734-1
  2. 2023年5月10日発売[19]、ISBN 978-4-04-682452-3
  3. 2024年2月27日発売[20]、ASIN B0CV9PFC2D ※電子書籍のみ

## WEB動画
2021年9月10日に原作小説第3巻の刊行を記念して、YouTubeにてスペシャルPVが公開された。主人公・村瀬真琴役の声優は花守ゆみりが務めた。